# Тети (село)
Тети или Тет (на албански: Thethi) е село в Северна Албания в долината на река Шала.
По името на селото, целият природен кът с долината и каньона по реката е известен като Тети, като е обявен за национален парк Тети.
Местна верска традиция е католическа. Английската пътешественичка Едит Дърам описва в началото на ХХ век района като величествен и изолиран от света, поради и което днес привлича много туристи.